# Nabrežina
Nabrežína (italijansko Aurisina, do leta 1923 Nabresina, nemško Nabreschin) je naselje v Občini Devin - Nabrežina ob Tržaškem zalivu. 
Nabrežina se nahaja 15 km severozahodno od Trsta, ob regionalni cesti in železnici Trst-Tržič, šteje pa 2.406 prebivalcev (ocena 2003), izmed katerih je večina Slovencev.

## Zgodovina
Kraj ima zgodovinski pomen zlasti zaradi svojega kamnoloma, ki so ga dokazano prvi izkoriščali Rimljani - v njem so pridobivali surovine za gradnjo Ogleja (rimsko Aquileia), Trsta in Čedada. Mimo je vodila rimska cesta Gemina, prometna žila med Oglejem in Istro (Reka). Vas se v zgodovinskih virih prvič omenja kot Lebrosina leta 1308. Tradicija slovenskega pomorstva in ribištva se je tod začela razvijati že v srednjem veku, ob obali Trsta, pa vse do izliva reke Timave.
Pomembnejšo vlogo je Nabrežina dobila ob dograditvi Južne železnice, ki je leta 1847 povezala Dunaj s Trstom, ko so pričeli razvažati nabrežinski kamen po cesarstvu; med drugim je nabrežinski kamen osrednja sestavina parlamenta na Dunaju. Tako se je Nabrežina razvila v pomemben industrijski center, ki je nudil zaposlitev več tisoč kamnosekom različnih narodnosti. S tem pa se je razvila tudi kulturna in politična podoba kraja.
Prva svetovna vojna, ki kraju ni prizanesla, in priključitev kraja Italiji sta krepko zavrli nadaljnji razvoj. Pred fašistično diktaturo je množica tam živečih slovenskih delavcev, izobražencev in strokovnjakov bežala v Jugoslavijo.
V drugi svetovni vojni so sprva italijanske, nato pa nemške oblasti deportirale veliko prebivalcev v taborišča po Evropi. Sicer pa je imel kraj vlogo manjšega centra partizanskega gibanja skozi vojno. Nabrežina je utrpela manjšo škodo ob bombardiranju zavezniških sil (poskus porušenja nabrežinske železniške postaje), kasneje pa tudi ob prehodu nemških čet, ki so se tod umikale pred slovenskimi in jugoslovanskimi partizani ter ostalo zavezniško vojsko (zlasti Novozelandci so imeli pomembno vlogo pri osvoboditvi Trsta skozi Nabrežino).
Prebivalci so si nekoliko opomogli pod zavezniškim nadzorništvom Trsta. Ponovna priključitev k Italiji pa je prinesla brezposelnost in slabše razmere, zaradi česar so mnogi krajani emigrirali v Jugoslavijo, pa tudi v prekomorske dežele kot npr. Avstralija. Kljub temu pa je množica slovenskih prebivalcev v drugi polovici 20. stoletja zaživela normalno življenje s svojimi trgovinami in storitvenimi obrati, prav tako pa je ponovno stekla kamnoseška industrija.

## Geografija
Nabrežina je locirana na višini 143 m ob stičišču dveh železniških prog (Trst-Mestre (Benetke) in Trst-Ljubljana), sicer pa je močno raztegnjena ob regionalni cesti na eni strani ter avtocesti A4 Trst-Benetke. Leži na vrhu obalnih klifov. Vas zavzema tudi območje sicer razmeroma samostojne naselitvene enote Križ.
Vas obdajajo vzpetine Ojstri vrh (210 m), Gradec (200 m), Babica (219 m) in Brščice (197 m). Obalni klifi se od vasi strmo spuščajo proti obali, kjer je sredi kamnite plaže najti stari rimski pomol.
Kraj je razdeljen na štiri enote:
- Nabrežina-Križ (349 prebivalcev),
- Nabrežina-Postaja (479 prebivalcev),
- Nabrežina-Kamnolomi (977 prebivalcev),
- Nabrežina (753 prebivalcev).

V Bregu, kot je imenovano strmo območje, ki se spušča proti obali, izvirata potoka Vodica in Brojnica; po slednjem se imenuje tudi obči krasoslovni pojem brojnica.

## Promet
Nabrežina ima dve železniški postaji, vsako na svoji železniški progi. Prva postaja se imenuje Bivio in je postaja na progi Trst-Benetke-Videm, druga postaja pa je imenovana preprosto Postaja ter leži na progi Trst-Ljubljana. Sicer je vas s Trstom ter manjšimi okoliškimi kraji prometno povezana z avtobusom. Na obali stoji manjše pristanišče z valobranom.

## Kultura in znamenitosti
Nabrežina je rojstni kraj slovenskega pisatelja, prevajalca in pravnika Iga Grudna, ki danes velja za enega bolj pomembnih predstavnikov slovenske poezije zgodnjega 20. stoletja. Prav tako v Nabrežini sta se rodila glasbenik Sergij Radovič in slavist Natalino Radovich.
V vasi so živilske in druge trgovine, zraven tega pa tudi bari in gostilne ter domače pekarne. Turistično sta pomembni dve turistični kmetiji in štiri osmice. Dvakrat mesečno na vaškem trgu poteka sejem, poleti in ob praznikih pa se odvijejo kulturne in športne prireditve.
Nabrežino krasi njen stari del vasi, ki je strnjena gruča hiš v severovzhodnem delu centra. Odlikuje jo množica ohranjenih starih, pa tudi restavriranih objektov, ki so primeri značilne kraške arhitekture. Na osrednjem vaškem trgu najdemo cerkev sv. Roka (zavetnika Nabrežine), posvečeno leta 1604 ter obnovljeno 1760. Notranjost cerkve je enoladijska z baročnimi marmornimi oltarji, zvonik pa je štirioglat in visok 30 metrov.
Na sredi osrednjega vaškega trga stoji spomenik padlim v 2. svetovni vojni, ki navaja imena 113 devinsko-nabrežinskih žrtev medvojnega fašističnega nasilja. Leta 1972 je bil spomenik postavljen po načrtu Darija Jagodica. Južno od osrednjega trga se nahaja rojstna hiša Iga Grudna, poleg nje pa njegov kip. Vojaško avstro-ogrsko pokopališče leži v majhni dolini Lišček ter je od jedra vasi oddaljeno 600 metrov. Na njem je pokopanih 1934 vojakov.
Kamnolomi s svojo 2000-letno zgodovino pričajo o cvetenju te dejavnosti v kraju. Raztezajo se ob lokalni cesti. Stene kamnolomov so visoke tudi 110 metrov. V teh kamnolomih je v času razcveta delalo do 4000 delavcev. Danes je to število kljub delovanju kamnoloma mnogo manjše zaradi strojne obdelave. Kamnolom sicer pridobiva štiri različne vrste apnenca: svetli, rožnati, zrnati in t. i. roman stone.
Arheološko je izjemno zanimiva jama Pod kalom, v kateri so bile v prvi polovici 20. stoletja najdene kosti najrazličnejših prazgodovinskih živali (med drugim tudi edini primerek severnega jelena v Italiji, pa lev in gepard ter hijene), ki naj bi jih tja prinesel človek. Omenjena jama velja za eno najpomembnejših najdišč v povezavi z italijansko prazgodovino.

### Ribiška pot in čupe
Ribiška pot je označena, 1,5 km dolga učna pot, ki vodi od stare Nabrežine po Bregu do obale ter sledi vsakodnevni poti nekdanjih nabrežinskih ribičev. Vključuje značilne primerke kraške arhitekture, kraškega roba in flore, pa druge navpične stene in melišča ter nekatere druge kraške značilnosti, razgledišče Oljščica z razgledom na Tržaški zaliv in portič. Slednji je bil izhodišče za ribarjenje nabrežinskih ribičev z njihovimi čupami, ki danes veljajo za originalno slovensko plovilo.

### Kugyjeva pot
Kugyjeva pot je po Juliusu Kugyju imenovana učna pot, ki vodi od železniške postaje Bivio preko večine kvalitetnejših razgledišč na Tržaški zaliv z visokih klifov do doline Glinščice. Med drugim je ob poti tudi vodni stolp, katerega vrhnja ploščad nudi razgled po Nabrežini in okolici na severovzhodni strani ter po Tržaškem zalivu na jugozahodni strani.